# Grup de la chevkinita
El grup de la chevkinita és un grup de minerals de la classe dels silicats. Està format per titanosilicats complexos i difícils de distingir.
Aquest grup es subdivideix en dos: el subgrup de la chevkinita, format per membres amb un angle beta monoclínic de ~100°, i el subgrup de la perrierita, format per membres amb beta ~113°.
En total catorze espècies minerals, set a cada grup, són les que es troben classificades dins aquest gran grup. De totes elles només una, la perrierita-(Ce), ha estat descrita als territoris de parla catalana. Concretament va ser trobada al poble de Seganta, pertanyent al municipi d'Estopanyà (Baixa Ribagorça, la Franja).

## Subgrup de la chevkinita
El subgrup de la chevkinita està integrat per set espècies: chevkinita-(Ce), chevkinita-(Nd), christofschäferita-(Ce), delhuyarita-(Ce), dingdaohengita-(Ce), maoniupingita-(Ce) i polyakovita-(Ce). Una d'aquestes espècies, la chevkinita-(Nd), és una espècie publicada pels autors que la van investigar l'any 2016, i que encara (maig 2023) no ha estat aprovada per l'Associació Mineralògica Internacional.
| Espècie                 | Fórmula                                               |
| ----------------------- | ----------------------------------------------------- |
| Chevkinita-(Ce)         | Ce₄(Ti,Fe²⁺,Fe³⁺)₅O₈(Si₂O₇)₂                          |
| Chevkinita-(Nd)         | (Nd,REE)₄(Fe²⁺,Mg)(Fe²⁺,Ti,Fe³⁺)2(Ti,Fe³⁺)₂(Si₂O₇)₂O₈ |
| Christofschäferita-(Ce) | Ce₃CaMnTiFe(³⁺)Ti₂(Si₂O₇)₂O₈                          |
| Delhuyarita-(Ce)        | Ce₄Mg(Fe³⁺,W)₃□(Si₂O₇)₂O₆(OH)₂                        |
| Dingdaohengita-(Ce)     | (Ce,La)₄Fe²⁺(Ti,Fe²⁺,Mg,Fe²⁺)₂Ti₂(Si₂O₇)₂O            |
| Maoniupingita-(Ce)      | (Ce,Ca)₄(Fe³⁺,Ti,Fe²⁺,◻)(Ti,Fe³⁺,Fe²⁺,Nb)₄(Si₂O₇)₂O₈  |
| Polyakovita-(Ce)        | (Ce,Ca)₄(Mg,Fe²⁺)(Cr³⁺,Fe³⁺)₂(Ti,Nb)₂(Si₂O₇)₂O₈       |

## Subgrup de la perrierita
El subgrup de la perrierita també està integrat per set espècies: hezuolinita, matsubaraïta, perrierita-(Ce), perrierita-(La), perrierita-(Nd), rengeïta i estronciochevkinita. La perrierita-(Nd) es troba en la mateixa situació que la chevkinita-(Nd): publicada sense aprovació de l'IMA.
| Espècie             | Fórmula                                      |
| ------------------- | -------------------------------------------- |
| Hezuolinita         | (Sr,REE)₄Zr(Ti,Fe³⁺,Fe²⁺)₂Ti₂O₈(Si₂O₇)₂      |
| Matsubaraïta        | Sr₄Ti₅O₈(Si₂O₇)₂                             |
| Perrierita-(Ce)     | Ce₄MgFe³⁺₂Ti₂(Si₂O₇)₂O₈                      |
| Perrierita-(La)     | (La,Ce,Ca)₄(Fe²⁺,Mn)(Ti,Fe³⁺,Al)₄[(Si₂O₇)O₄] |
| Perrierita-(Nd)     | Nd₄MgFe³⁺₂Ti₂(Si₂O₇)₂O₈                      |
| Rengeïta            | Sr₄ZrTi₄(Si₂O₇)₂O₈                           |
| Estronciochevkinita | (Sr,La,Ce,Ca)₄Fe²⁺(Ti,Zr)₂Ti₂(Si₂O₇)₂O₈      |